# Julius Schäffer (Musiker)

Julius Schäffer

Julius Schäffer (* 28. September 1823 in Krevese; † 10. Februar 1902 in Breslau) war ein deutscher Musiker, Dirigent und Komponist.

## Leben
Julius Schäffer war der Sohn eines Kantors. Er besuchte das Gymnasium in Stendal und studierte von 1844 bis 1847 Evangelische Theologie und Philosophie an der Universität Halle. In Halle schloss er sich eng an Robert Franz an, der zu dieser Zeit Universitäts-Musikdirektor und zugleich Leiter der Singakademie und des akademischen Gesangvereins war. Im Anschluss an sein Studium war er zwei Jahre als Hauslehrer in Jassy tätig. Danach ging er nach Berlin, um sich ganz der Musik zu widmen, und erhielt hier Unterricht von Siegfried Dehn. Als Dirigent und als Kritiker in Fachzeitschriften wurde er bald bekannt, so durch eine glänzend geschriebene Kritik von Richard Wagners Lohengrin; Wagner selbst widmete ihm als Zeichen seiner Zustimmung ein Exemplar der eben erschienenen Partitur des Werks.
1855 berief ihn Großherzog Friedrich Franz II. von Mecklenburg-Schwerin zum ersten Leiter des nach dem Vorbild des Berliner Domchors gestifteten Schlosschors, dessen Hauptaufgabe die Ausgestaltung der Gottesdienste in der Schlosskirche Schwerin war.  Einer der ersten Auftritte des Chors unter Schäffers Leitung war seine Beteiligung an der (Wieder-)Einweihung der Schlosskirche am 14. Oktober 1855.
Im Oktober 1860 wechselte Schäffer nach Breslau als Nachfolger von Carl Reinecke als Leiter der Singakademie und Dozent am akademischen Institut für Kirchenmusik an der Universität Breslau. Über 40 Jahre lang prägte er als Universitäts-Musikdirektor das musikalische Leben der Universität. Die Singakademie, die in den langen Jahren seiner Leitung zu einem aus mehreren Hundert Sängern bestehenden Verein anwuchs, leitete er bis zu seiner Verabschiedung am 1. Januar 1901. Als Hochschullehrer unterrichtete er noch bis zum Wintersemester 1901. Eine Augenoperation zwang ihn, im Wintersemester 1901/02 seine Lehrtätigkeit aufzugeben.
Neben der Herausgabe von Choralbüchern für Schlesien und die Kirchenprovinz Sachsen lag Schäffers publizistischer Schwerpunkt in seiner Parteinahme für seinen Freund und Lehrer Robert Franz.  Dabei kam es in den 1870er Jahren zu einer erbitterten und damals viel beachteten Polemik zwischen Schäffer einerseits und Friedrich Chrysander und Philipp Spitta andererseits über die korrekte Herausgabe von Werken Bachs und Händels.
Zu seinen Schülern zählten Hugo Goldschmidt und Alfred Schattmann.

## Auszeichnungen
- 1861 Titel Königlicher Musikdirector
- 1868 Ehrendoktor der Philosophischen Fakultät der Universität Breslau in Anerkennung seiner Verdienste um die Pflege und Förderung der Musik an dortiger Hochschule und in der Stadt[2]
- 1879 Titel Professor
- Medaille für Kunst und Wissenschaft (Mecklenburg-Schwerin) in Gold
- Hausorden der Wendischen Krone, Verdienstkreuz
- Roter Adlerorden 4. Klasse
- 1901 Kronenorden 3. Klasse

## Werke

### Kompositionen
- Fantasie-Variationen für das Pianoforte. Op. 2 Leipzig: Breitkopf & Härtel 1852

Digitalisat, Hochschule für Musik Franz Liszt Weimar
- Sechs Gesänge: für eine Singstimme mit Begleitung des Pianoforte; op. 3. Leipzig: Breitkopf & Härtel 1853

Digitalisat, Bayerische Staatsbibliothek

### Schriften
- Zwei Beurtheiler Robert Franz's. Ein Beitrag zur Beleuchtung des Unwesens musikalischer Kritik in Zeitungen und Broschüren. Breslau: F. E. C. Leuckart 1863
- Die Breslauer Singakademie. Ihre Stiftung, weitere Entwicklung und Thätigkeit in den ersten 50 Jahren ihres Bestehens dargestellt.
- Robert Franz in seinen Bearbeitungen älterer Vocalwerke. Leipzig [1875]

Digitalisat, Bayerische Staatsbibliothek
- Friedrich Chrysander in seinen Klavierauszügen zur deutschen Händel-Ausgabe. 1876
- Seb. Bach's Cantate: „Sie werden aus Saba Alle kommen“ in den Ausgaben von Robert Franz und dem Leipziger Bach-Verein kritisch beleuchtet. Leipzig 1877
- Vierstimmiges Choralbuch enthaltend sämmtliche Melodien zum Gesangbuch für evangelische Gemeinden Schlesiens. 1880
- Choralbuch für die Provinz Sachsen. 1886